# Vladan Desnica
Vladan Desnica (Zadar, 17. rujna 1905. – Zagreb, 4. ožujka 1967.), bio je hrvatski i srpski književnik, prevoditelj. Jedan je od najznačajnijih hrvatskih pisaca druge polovice 20. stoljeća.

## Životopis
Vladan Desnica rođen je u Zadru 1905. godine. Otac mu je bio iz ugledne srpske obitelji koja je imala važnu ulogu u kulturnom i političkom životu Dalmacije 19. i 20. stoljeća, majka je bila iz Boke kotorske, iz stare hrvatske obitelji Luković. Gimnaziju je pohađao u Zadru, potom u Splitu i Šibeniku, maturirao je 1924. godine. Studirao je pravo i filozofiju u Zagrebu i Parizu, nakon svršetka studija, 1930. godine, zaposlio se u očevu odvjetničkom uredu. Uređivao je i godišnjak Magazin sjeverne Dalmacije (1934.). Potom je radio u Državnom pravobranilaštvu isprva u Splitu, a nakon Drugoga svjetskog rata odlazi u Zagreb.
Od 1950. godine djeluje kao slobodni pisac.
Umro je u Zagrebu 1967. godine, a pokopan je u crkvi Sv. Georgija, pokraj Kule Janković Stojana u Islamu Grčkom gdje su poslije preneseni i posmrtni ostaci Desničine supruge Ksenije.

## Književno stvaralaštvo
Prvim se radovima javio uoči Drugoga svjetskog rata objavivši svoj novelistički prvijenac Životna staza Jandrije Kutlače (1935) u Magazinu sjeverne Dalmacije. Ali tek kad je objavio roman pod oksimoronskim naslovom Zimsko ljetovanje (1950.), Desnica je, prateći skupinu Zadrana koji su se pred savezničkim bombama tijekom rata sklonili u sela zadarskog zaleđa, ušao u književnost kroz glavna vrata i odmah stao u red prvih hrvatskih pripovjedača kao umjetnik visoko njegovane rečenice realističko-naturalističkog stila, koja ima uzor u stilu talijanskoga verizma pa je, unatoč agitpropovsko-cekaovskoj kritici, odmah pozdravljen i prihvaćen od najmlađih pisaca.
Njegove knjige pripovijedaka Olupine na suncu (1952.), Proljeće u Badrovcu (1955.), Tu, odmah pored nas (1956.) i Fratar sa zelenom bradom (1959.) bile su već dočekivane kao djela renomiranog pisca, kontemplativnog pripovjedača andrićevskog tipa, dok je meditativno-analitički roman Proljeća Ivana Galeba (1957.) bio kulminacija njegovih stvaralačkih mogućnosti i jedan od najboljih ostvaraja poslijeratne hrvatske narativne proze što dokazuje i činjenica da je njegovo djelo "Pravda" uvršteno u obveznu lektiru za osmi razred osnovne škole.
Ako je Marinkovićev svjetonazor ironija, Desničin je sumnja. Pisao je proračunato i smišljeno, u punoj ravnoteži intelektualne snage i emotivne napetosti: kao da mu nijedna riječ nije slučajna, bez misaonog i stilskog opravdanja. A ipak, njegove rečenice i prozne cjeline djeluju nenamješteno, osvajaju lakoćom, odbijaju svaku pomisao na konstrukciju. Načinom, ali ne i sredstvima svoga rada, bio je blizak Goranovu tipu konstruktora-pripovjedača, ali neposrednošću, upravo prisnošću svoga pripovijedanja nadmašuje i mnoge pisce kojima su eruptivna elementarnost, sugestivna elokvencija, nagonska emotivnost i sve ostalo što čini spontanu prirodnost najuočljivije umjetničke osobine. Gradio je svoju prozu znanstveničkom akribijom, tražeći uporno, s ukusom onu jedinu ispravnu riječ i nezamjenjivu stilizaciju. Neke su mu novele ušle kao poglavlja u roman Proljeća Ivana Galeba, a pojedini fragmenti toga romana, grafički prilagođeni, tiskani su i kao pjesme (u zbirci Slijepac na žalu, 1956.): dokaz, da je stilska homogenost njegove umjetnosti gotovo savršena.
Djela su mu prevedena na albanski, arapski, češki, danski, engleski, francuski, islandski, madžarski, makedonski, nizozemski, norveški, njemački, poljski, rumunjski, ruski, slovački, slovenski, švedski i talijanski jezik.

## Scenarist i dramaturg
Desnica je i autor scenarija za film Koncert Branka Belana (1954.), po Belanovoj ideji. Napisao je također scenarije za: Pravda (kratki film, 1962.), Pred zoru (kratki film, 1974.), Florijanović (TV film, 1974.) i Oko (TV film, 1978.). Napisao je i dramski tekst Ljestve Jakovljeve 1961. godine.

## Djela
- Zimsko ljetovanje, (roman), Zagreb, 1950.
- Olupine na suncu, (pripovijetke), Zagreb, 1952.
- Proljeće u Badrovcu, (pripovijetke), Beograd, 1955.
- Tu, odmah pored nas, (pripovijetke), Novi Sad, 1956.
- Slijepac na žalu, (zbirka poezije), Zagreb, 1956.
- Proljeća Ivana Galeba, (roman), Zagreb, 1957. (više od 30 izdanja)
- O pojmovima "tipa" i "tipičnoga" i njihovoj neshodnosti na području estetike, (esej), Zagreb, 1957.
- Fratar sa zelenom bradom, (pripovijetke), Zagreb, 1959.
- Pronalazak Athanatika, (roman) (nije ga dovršio, no objavljen je u časopisu Literatura 1957. godine, i kasnije u sabranim djelima)
- Ljestve Jakovljeve, (psihološka drama), Zagreb, 1961. (Prvi puta izvedena u Jugoslavenskom dramskom kazalištu u Beogradu, 16. veljače 1961.)
- Izbor pripovjedaka, Zagreb, 1966.
- Izabrana djela, Pet stoljeća hrvatske književnosti, 117/1, Zagreb, 1968.
- Sabrana djela Vladana Desnice, I-IV, Zagreb, 1974. – 1975.
- Konac dana: pripovijetke, Zagreb, 1990.
- Pravda i druge pripovijetke, odabrao i priredio Ivo Zalar, Zagreb, 1997.
- Odabrana djela, pr. Krešimir Nemec, Vinkovci, 1998.
- Hotimično iskustvo: diskurzivna proza Vladana Desnice: knjiga prva, ur. Dušan Marinković, Zagreb, 2005.
- Hotimično iskustvo: diskurzivna proza Vladana Desnice: knjiga druga, ur. Dušan Marinković, Zagreb, 2006.
- Igre proljeća i smrti, ur. Tonko Maroević, Zagreb, 2008.

## Nagrade
- 1952.: Nagrada Saveza književnika Jugoslavije, za Olupine na suncu.
- 1957.: Nagrada Društva književnika Hrvatske, za Tu, odmah pored nas.
- 1958.: Zmajeva nagrada Matice srpske, za Proljeća Ivana Galeba.

## Spomen
- U spomen na Vladana Desnicu od 2005. godine održavaju se "Desničini susreti". Program "Desničini susreti" pokrenuo je 1989. godine Odsjek za povijest Filozofskog fakulteta Sveučilišta u Zagrebu (Prof. Dr. sc. Drago Roksandić) ali je bio prekinut izbijanjem rata.[12]

## Vanjske poveznice
- Desnica, Vladan Hrvatska enciklopedija. LZMK
- Kula Jankovića: Desničini susreti